# Iowa Writers' Workshop
 (octobre 2024).
Si vous disposez d'ouvrages ou d'articles de référence ou si vous connaissez des sites web de qualité traitant du thème abordé ici, merci de compléter l'article en donnant les références utiles à sa vérifiabilité et en les liant à la section « Notes et références ».
Le programme d'écriture créative, mieux connu sous le nom de Iowa Writers' Workshop (« atelier des écrivains de l'Iowa »), de l'université de l'Iowa située à Iowa City dans l'Iowa est un programme postgrade très renommé d'écriture créative aux États-Unis. Depuis 2014, la directrice de l'atelier est l'écrivain Lan Samantha Chang (en). Les diplômés reçoivent une maîtrise ès lettres (Master of Fine Arts) en anglais.

## Histoire
Le programme a débuté en 1936 et rassemblait des poètes et des auteurs de fiction sous la direction de Wilbur Schramm (en). Le second directeur du programme (1941–1965) est Paul Engle (en), natif de l'Iowa. Lors de cette période, l'Atelier devient une référence au niveau national. Après Engle, c'est Frank Conroy qui est resté le plus longtemps à la tête du programme, de 1987 jusqu'à sa mort en 2005. Lan Samantha Chang (en) est la directrice depuis 2014 ; l'atelier est constitué de trois facultés permanentes et de plusieurs facultés invitées.

## Cours au programme
Les étudiants ne suivent qu'un nombre restreint de cours par semestre : les ateliers de fiction et de poésie ainsi qu'un ou deux séminaires littéraires supplémentaires. Ces exigences modestes ont pour but de préparer l'étudiant aux réalités de la vie d'écrivain, pour laquelle il est fondamental de s'imposer soi-même une discipline. Les cours de l'atelier ont lieu une fois par semaine. Avant chaque cours de trois heures, un petit nombre d'étudiants soumettent leurs écrits pour être débattus et jugés par leurs camarades. Les cours en eux-mêmes consistent en des discussions et des tours de table lors desquels les étudiants et l'instructeur débattent les écrits de chacun.

## Prix Pulitzer
Les diplômés de l'Iowa Writers' Workshop ont remporté dix-sept Prix Pulitzer ainsi qu'un grand nombre de National Book Awards et d'autres récompenses littéraires. Au total, les diplômés et les enseignants de l'université de l'Iowa ont remporté plus de quarante Prix Pulitzer. Ne sont mentionnés ici que les lauréats de la catégorie "Fiction".

### Fiction
- Robert Penn Warren, en 1947 pour Les Fous du Roi [All the King's Men].
- Wallace Stegner, en 1972 pour Angle d'Équilibre [Angle of Repose].
- James Alan McPherson, en 1977 pour Le Décalage [Elbow Room].
- John Cheever, en 1979 pour son recueil de nouvelles [The Stories of John Cheever].
- Jane Smiley, en 1992 pour L'Exploitation [A Thousand Acres].
- Philip Roth, en 1998 pour Pastorale américaine [American Pastoral].
- Michael Cunningham, en 1999 pour Les Heures [The Hours].
- Marilynne Robinson, en 2005 pour Gilead [Gilead].
- Paul Harding, en 2010 pour Les Foudroyés [Tinkers].
- Andrew Sean Greer, en 2018 pour Les Tribulations d'Arthur Mineur [Less].